# Louis Lang (Maler)

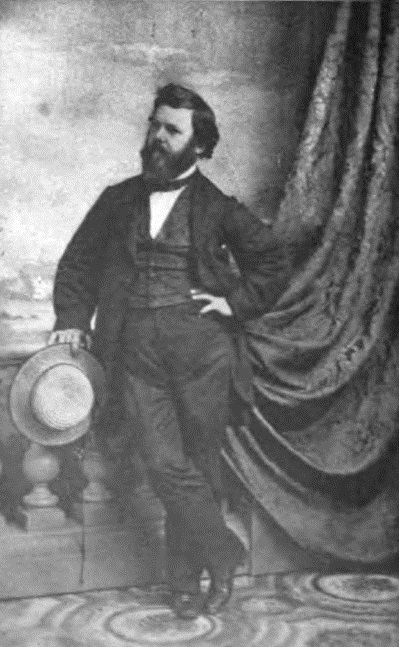
Louis Lang

Louis Lang, eigentlich Alois Lang, auch Joseph Aloisius Lang (* 29. Februar 1812 in Waldsee; † 6. Mai 1893 in New York), war ein deutsch-amerikanischer Maler.

## Leben und Wirken
Lang wurde als Sohn des Malers Joseph Anton Lang (1779–1848) und seiner Ehefrau Theresia Henkel (1775–1859) im oberschwäbischen Waldsee geboren.
Mit einem Selbstporträt als junger Künstler bewies schon der Vierzehnjährige vielversprechendes Talent. Aus dem Jahr 1829 hat sich eine ganze Reihe von Pastellen mit Bildnissen der Familienmitglieder erhalten, die Langs Fortschritte belegen, die vermutlich auf Unterricht beim Vater zurückgehen.
Nach dem Schulbesuch in Waldsee begann Lang seine weitere Ausbildung zum Maler, wahrscheinlich an der Stuttgarter Kunstschule. Von dort wechselte zunächst nach Köln, dann folgte ein Aufenthalt in Paris. Genaueres ist zu dieser Zeit nicht bekannt. Mitte der 1830er Jahre scheint Lang einige Zeit in Stuttgart gelebt zu haben. Offenbar sah Lang in Europa wenig Zukunftschancen für eine Karriere als Künstler, denn 1838 bestieg er ein Auswandererschiff mit Zielhafen New York.
In Philadelphia konnte Louis Lang (wie er sich in den Vereinigten Staaten nannte) als Maler mit eigenem Atelier erste Erfolge erzielen. Sein Einkommen erlaubte es jedenfalls, sich im Sommer 1841 nach Bremen einzuschiffen, wo er Ende September eintraf. Nach einem kurzen Besuch bei der Familie in Waldsee reiste Lang nach Italien weiter, wo er die folgenden fünf Jahre hauptsächlich in Rom verbrachte. Im Sommer 1843 besuchte er für einige Monate Venedig, um dort zu malen. In Rom war Lang in der deutschen Künstlerkolonie aktiv. Er zählte zu den Gründungsmitgliedern des Deutschen Künstlervereins und wurde im November 1845 in den ersten Vorstand des Vereins gewählt. Auch an den legendären Cervarofesten nahm Lang teil, zuletzt als „Finanzminister und Feuerwerker“. Die Eindrücke seines Europa-Aufenthaltes hat Lang in einem Tagebuch festgehalten, das mit seiner Rückkehr nach Amerika Ende Juli 1846 endet.
Nun ließ sich Lang in New York nieder, wo er zusammen Thomas P. Rossiter (1818–1871) und John Frederick Kensett (1816–1872), die Lang in Rom kennengelernt hatte, in den Waverly House Studios am Broadway ein Atelier anmietete. Er musste sich zunächst als Dekorationsmaler verdingen, aber schon 1847 kehrte für zwei Jahre zurück nach Rom.

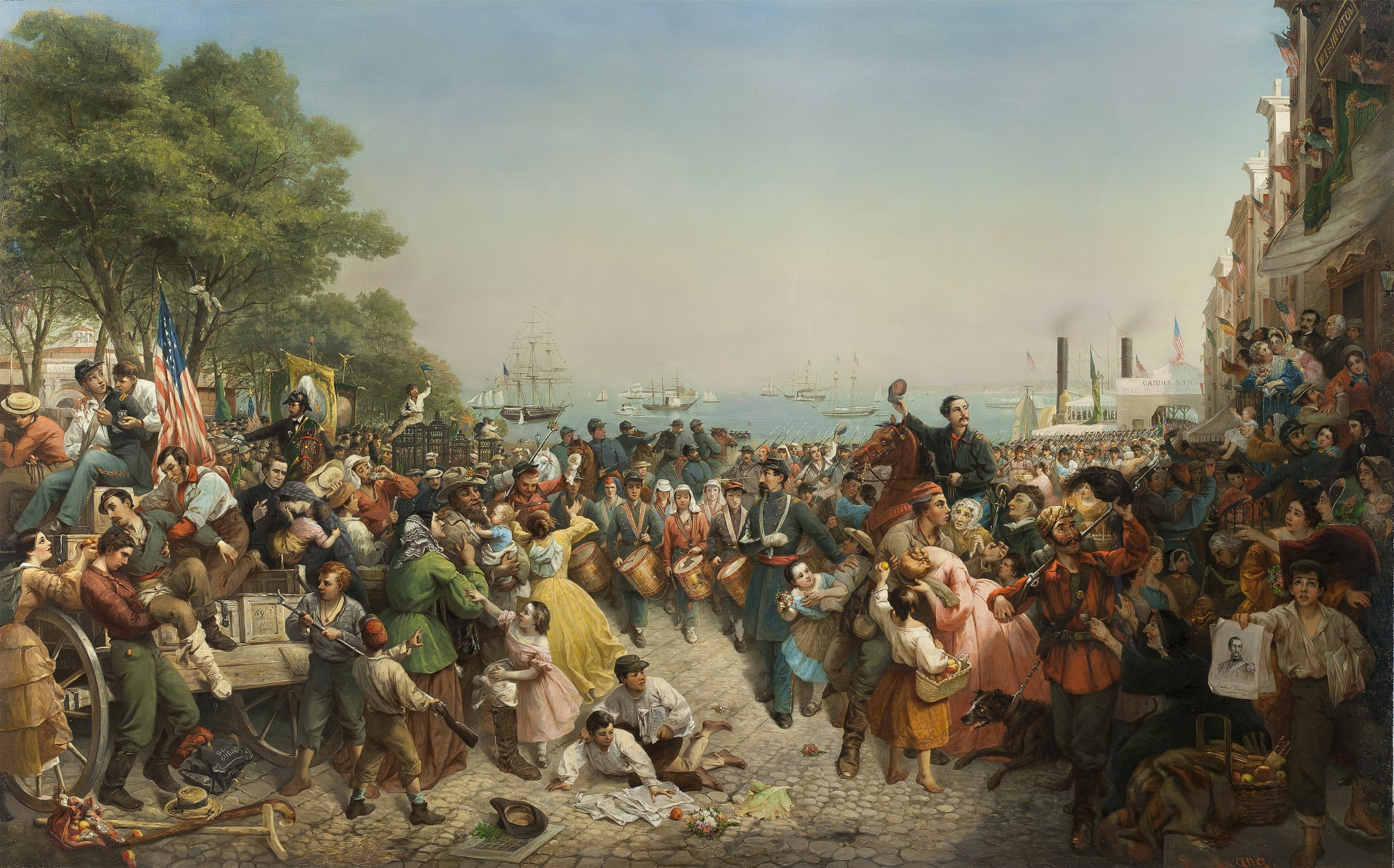
Return of the 69th (Irish) Regiment, N.Y.S.M. from the Seat of War, 1862

1849 war Lang wieder in New York, und nun begann für ihn in den USA eine beachtliche Karriere als Künstler. 1852 wurde er Mitglied der National Academy of Design; 1859 war er Gründungs-, später Ehrenmitglied der Artist Fund Society. 1854 bis 1856 hielt er sich in Washington auf, um prominente Regierungsvertreter zu porträtieren. In der seit Mitte des 19. Jahrhunderts ständig wachsenden New Yorker Künstlerkolonie zählte Lang zu den gefragtesten Malern, so dass von den Erträgen seiner Kunst am Ende seines Lebens ein kleines Vermögen entstanden war. Vor allem Langs Genreszenen trafen den Geschmack seiner Zeit. Sein größtes Gemälde allerdings widmete er einem hochpolitischen Thema, dem Amerikanischen Bürgerkrieg.
Obwohl Lang in New York etabliert war, war seine Liebe zu Italien nicht erloschen, und so machte er sich 1872 erneut auf den Weg nach Europa, um noch einmal einige Jahre in Rom zu leben. Erst 1879 kehrte er zurück nach New York. Während sein Schaffen lebenslang eher konventionelle Wege abschritt, galt der Künstler Louis Lang in seinen späten New Yorker Jahren offenbar als Exzentriker. Lang lebte zuletzt in Greenwich Village in Manhattan (13 Waverly Place), wo er am 6. Mai 1893 starb. Begraben wurde er auf dem Green-Wood Friedhof in Brooklyn; sein Grab ist bis heute erhalten.